# Cyclassics Hamburg 2014
De 19e editie van de Vattenfall Cyclassics werd verreden op 24 augustus 2014. De wedstrijd maakte deel uit van de UCI World Tour 2014. De titelverdediger was de Duitser John Degenkolb. De Noor Alexander Kristoff nam weerwraak voor zijn derde plaats in vorige editie door winst in de spurt.

## Deelnemers
| 18 UCI World Tour-ploegen | 18 UCI World Tour-ploegen | 18 UCI World Tour-ploegen | 1 wildcard         |
| ------------------------- | ------------------------- | ------------------------- | ------------------ |
| AG2R La Mondiale          | FDJ.fr                    | Movistar                  | Team NetApp-Endura |
| Astana                    | Garmin Sharp              | Omega Pharma-Quick-Step   |                    |
| Belkin                    | Giant-Shimano             | Orica-GreenEdge           |                    |
| BMC Racing Team           | Lampre-Merida             | Sky ProCycling            |                    |
| Cannondale                | Lotto-Belisol             | Tinkoff-Saxo              |                    |
| Europcar                  | Katjoesja                 | Trek Factory Racing       |                    |
|                           |                           |                           |                    |

## Uitslag
| Plaats  | Naam               | Ploeg                  | Tijd     |
| ------- | ------------------ | ---------------------- | -------- |
| Winnaar | Alexander Kristoff | Team Katjoesja         | 5u55'24" |
| 2       | Giacomo Nizzolo    | Trek Factory Racing    | z.t.     |
| 3       | Simon Gerrans      | Orica-GreenEdge        | z.t.     |
| 4       | Tyler Farrar       | Team Garmin-Sharp      | z.t.     |
| 5       | Mark Cavendish     | Omega Pharma-Quickstep | z.t.     |
| 6       | Marcel Kittel      | Giant-Shimano          | z.t.     |
| 7       | Davide Cimolai     | Lampre-Merida          | z.t.     |
| 8       | Juan José Lobato   | Team Movistar          | z.t.     |
| 9       | Silvan Dillier     | BMC Racing Team        | z.t.     |
| 10      | Raymond Kreder     | Team Garmin-Sharp      | z.t.     |
|         |                    |                        |          |
| 12      | Sep Vanmarcke      | Belkin Pro Cycling     | z.t.     |

1996 · 
1997 · 
1998 · 
1999 · 
2000 · 
2001 · 
2002 · 
2003 · 
2004 · 
2005 · 
2006 · 
2007 · 
2008 · 
2009 · 
2010 · 
2011 · 
2012 ·
2013 · 
2014 ·  
2015 ·  
2016 ·  
2017 · 
2018 · 
2019 · 
2020 · 
2021 · 
2022 · 
2023 ·
2024 ·
2025
 Tour Down Under · 
 Parijs-Nice · 
 Tirreno-Adriatico · 
 Milaan-San Remo · 
 Ronde van Catalonië · 
 E3 Harelbeke · 
 Gent-Wevelgem · 
 Ronde van Vlaanderen · 
 Ronde van het Baskenland · 
 Parijs-Roubaix · 
 Amstel Gold Race · 
 Waalse Pijl · 
 Luik-Bastenaken-Luik · 
 Ronde van Romandië · 
 Ronde van Italië · 
 Critérium du Dauphiné · 
 Ronde van Zwitserland · 
 Ronde van Frankrijk · 
 Clásica San Sebastián · 
 Ronde van Polen · 
  Eneco Tour · 
 Ronde van Spanje · 
 Vattenfall Cyclassics · 
 GP Ouest France-Plouay · 
 Grote Prijs van Quebec · 
 Grote Prijs van Montreal · 
 UCI Ploegentijdrit · 
 Ronde van Lombardije · 
 Ronde van Peking